# Kanton Marseille-10
Marseille-10 is een kanton van het Franse departement Bouches-du-Rhône. Het kanton maakt deel uit van het arrondissement Marseille. In 2018 telde het 77.655 inwoners.
Het kanton omvat uitsluitend een centraal deel van de gemeente Marseille.